# Сепаратизм в Китаї
Сепаратизм в Китаї — концепція, що об'єднує різні явища: прагнення деяких народів, держави яких були підпорядковані імперією Цин, відновити свою державність після розпаду цієї імперії, і прагнення частини населення історичного Китаю до створення нових незалежних держав.

## Тайвань

Території, контрольовані в даний час Китайською Республікою

Острів Тайвань почав освоюватися китайцями досить пізно — хоча офіційно він був включений до складу Китаю в XII столітті, перші органи влади там були створені лише в XIV столітті. Коли в XVII столітті маньчжури завоювали Китай, на Тайвані під гаслом збереження вірності скинутої маньчжурами китайської династії Мін кілька десятків років існувала фактично незалежна держава сім'ї Чжен.
Незважаючи на те, що з 1683 року Тайвань був остаточно включений до складу маньчжурської Цінської імперії, централізована влада там існувала в основному в містах, що жили в горах місцеві племена зберігали фактичну незалежність.
Коли в 1895 році Цинська імперія програла війну з Японією, і з Сімоносекським договором була змушена поступити Тайвань Японській імперії, це викликало масові протести населення острова, який проголосив незалежну Тайванську республіку. Протягом півстоліття Тайвань перебував під управлінням Японії, що призвело до культурного відокремленню населення Тайваню від населення материкового Китаю.
У 1949 році, програвши громадянську війну, Чан Кайші із залишками військ відступив на Тайвань. Масовий наплив біженців з материка призвів до того, що корінні тайванці стали меншиною в себе на острові. Фактично Тайвань став незалежною державою, але формально Китайська республіка продовжувала вважати себе частиною Китаю, розглядаючи материкові провінції як такі, що тимчасово вийшлі з-під контролю центральної влади.
За наступні півстоліття на Тайвані з'явилися політики, які закликають визнати існуючий стан речей і проголосити Тайвань незалежною державою. Об'єднавшись у 1986 році в Демократичну прогресивну партію, вони стали боротися за здійснення своїх намірів парламентським шляхом, і в 2000 році лідер ДПП Чень Шуйбянь став президентом Китайської республіки. Однак ідея формальної незалежності Тайваню викликає різке відторгнення як в КНР, так і у партії Гоміньдан, і Чень Шуйбянь за час свого восьмирічного президентства так і не проголосив Тайвань незалежною державою.

## Сіньцзян

Сіньцзян на карті Китаю

Територія, контрольована Східно-Туркестанською республікою в 1944-1949 роках

У 1936 році в Синьцзян зумів прорватися 800 чоловік з колони Чжан Готао, які разом з іншими військами КПК брали участь у Великому поході. Шен Шицай розподілив цих загартованих у боях солдатів та офіцерів з підрозділів своєї провінційної армії, і вони стали займатися бойовою підготовкою військ. Однак з 1942 року почалися репресії по відношенню до комуністів. Терор Шен Шицая викликав повстання місцевого населення, і в 1944 році утворилася Східно-Туркестанська Революційна республіка. Це змусило Чан Кайші змістити Шен Шицая, та надіслати для переговорів з повсталими генерала Чжан Чжічжуна. 
2 січня 1946 року було підписано «Угоду з 11 пунктів», яким передбачалося створення коаліційного уряду; у червні 1946 року воно було схвалено Чан Кайші. Однак Чжан Чжичжун не мав наміру грати в демократію, і відразу ж приступив до порушення умов «Угоди»: з одного боку, він став ліквідувати революційну базу Східно-Туркестанської республіки, а з іншого — пригнічувати почалися виступи в Кашгарії. Чан Кайші був змушений відкликати Чжан Чжічжуна, а головою уряду провінції в травні 1947 року зробив уйгура Махсуда Сабрі. Однак у той час громадянська війна в Китаї перейшла до заключного етапу при явній перевазі комуністів, і відверто націоналістична політика Махсуда викликала обурення центрального китайського уряду. У грудні 1948 року Чан Кайші усунув Махсуда, і зробив головою Синьцзянского уряду татарина Бурхана Шахиди, який постарався встановити в Сіньцзяні світ при дотриманні статус-кво. 
У серпні 1949 року Бурхан налагодив зв'язок з Пекіном, звідки перейшов на бік комуністів Чжан Чжичжун порекомендував йому налагодити відносини з урядом Східно-Туркестанської республіки (що і так вже було зроблено). 19 вересня 1949 року Бурхан направив в Пекін особисто Мао Цзедуну телеграму, в якій заявив, що народ Сіньцзяну пориває стосунки з партією гоміндан і приєднується до комуністичної партії Китаю. 1 жовтня 1949 року в Пекіні була проголошена КНР, а 20 жовтня в Урумчі під привітання жителів увійшли частини НВАК.
Нова влада підтвердила повноваження Бурхана і ввела до складу Синьцзянского провінційного уряду представників Східно-Туркестанської республіки, до складу НВАК після переформування увійшли як колишні гоміньданівська частини, так і збройні сили Східно-Туркестанської республіки. Нові власті взялися за боротьбу з бандитами, що господарювали в Сіньцзяні в попередні неспокійні роки. Деякі з цих бандитів зуміли втекти за кордон, і в умовах розпочатої «холодної війни» проголосили себе «борцями за свободу поневолених народів Сіньцзяну».
Після того, як в 1991 році розпався Радянський Союз, і в Західному Туркестані утворилися незалежні держави, почав діяти Рух за незалежність Східного Туркестану. У 2004 році був створений Всесвітній уйгурський конгрес, який в даний час очолює дисидентка Рабія Кадир; китайська влада вважає Всесвітній уйгурський конгрес терористичною організацією.

## Тибет

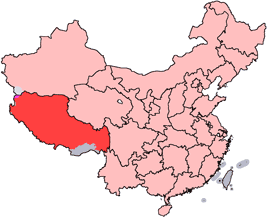
Тибетський автономний район у складі КНР

Коли піднімається питання Тибету, в першу чергу, мається на увазі розбіжності у тлумаченні історії між протибетськими і прокитайськими дослідниками. Пекін стверджує, що ще в середині XIII століття Тибет офіційно увійшов в межі державної території Юаньської імперії і з тих пір, незважаючи на те, що в Китаї змінилося кілька династій і центральних урядів, незмінно перебував під управлінням центрального уряду Китаю.
Ряд дослідників і протибетські активісти стверджують, що Юань була не Китаєм, а монгольською державою, Тибет був незалежною державою до окупації Китаєм у 1951 р., а відносини між Далай-ламами і правителями в Пекіні будувалися за принципом «наставник-покровитель», а не «васал-сюзерен».
Офіційною метою протибетських активістів є отримання «справжньої автономії у складі КНР» і збереження тибетської самобутності. Далай-лама пропонує т. н. «серединний шлях» вирішення тибетського питання. Він роз'яснює, що «серединний шлях» пролягає між незалежністю Тибету і тим ступенем автономії, який існує зараз. За його словами, тибетський народ не згоден з сучасним статусом Тибету у складі Китайської Народної Республіки. У той же час він не прагне до повернення незалежності Тибету, якою він користувався раніше. Серединний шлях — це політика, яка примиряє ці два положення і націлена на досягнення справжньої автономії для корінного населення всіх трьох традиційних провінцій Тибету у складі Китайської народної республіки.
Міжнародний рух в підтримку Тибету сьогодні є одним з найбільш сталих і масштабних рухів у світі. Центральне місце серед організацій на підтримку Тибету займає міжнародна мережа «The Tibet International Network», заснована в 2000 році в Лондоні. В даний час вона включає в себе близько 185 членів, які є неурядовими організаціями. Метою «The Tibet International Network» є розвиток ефективної скоординованої стратегії по ненасильницького вирішення тибетського питання. Дана організація розцінює Тибет як окуповану територію.

## Внутрішня Монголія

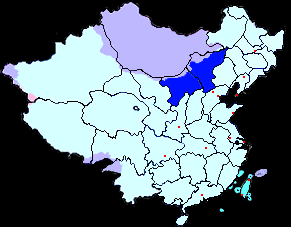
Менцзян (Внутрішня Монголія) і (Зовнішня) Монголія на карті Китаю

У Внутрішній Монголії існували Народно-революційна партія та інші рухи монголів за відокремлення від Китаю і іредентистське возз'єднання з Монголією, іменованої в Китаї Зовнішньої. У 1934 році знесилений Китай надав автономію цій території, а в 1935-1936 місцевий військово-князівський уряд проголосив незалежність, яка була підтримана японською окупаційною владою із створенням маріонеткової держави Менцзян у складі Японської імперії («східно-азійської Сфери Сопроцвітання»). 
З поразкою Японії у Другій Світовій війні при окупації радянськими і монгольськими військами в середині 1940-х років була проголошена «Декларація про звільнення народів Внутрішньої Монголії» з державами Народна республіка Внутрішньої Монголії і Східномонгольська республіка. Під час громадянської війни в Китаї в 1948-1949 рр. знову були спроби проголошення князем і націоналістами Незалежної республіки Внутрішньої Монголії і Монгольської Алашанской республіки. 
З повною перемогою в Китаї комуністів ними був створений Автономний район Внутрішня Монголія, а зважаючи активної політики центральних китайських властей на заселення цієї території китайцями і асиміляцію монголів націоналістично-сепаратистські рухи останніх сильно ослабли.

## Гонконг
У Гонконгу рух за незалежність виник внаслідок спроби центральної китайської влади фільтрувати перелік кандидатів.